# الدوري الجنوبي لكرة القدم 1931–32
الدوري الجنوبي لكرة القدم 1931–32 (بالإنجليزية: 1931–32 Southern Football League)‏ هو موسم من الدوري الجنوبي الممتاز. فاز فيه نادي دارتفورد.